# In Spite of All the Danger
"In Spite of All the Danger" is een nummer van de Britse band The Quarrymen, de voorloper van The Beatles. Op dat moment bestond de band uit John Lennon, Paul McCartney, George Harrison, pianist John Lowe en drummer Colin Hanton. Het is het eerste nummer dat de band heeft opgenomen.

## Achtergrond
"In Spite of All the Danger" is geschreven door Paul McCartney en George Harrison en geproduceerd door Percy Phillips. McCartney schreef het nummer rond januari 1958 in het ouderlijk huis van Harrison. Harrison schreef de gitaarsolo's en McCartney noemde hem om deze reden als co-auteur van het nummer. In de documentaire The Beatles Anthology beschreef McCartney het nummer als "een zelfgeschreven liedje dat sterk beïnvloed is door Elvis [Presley]". In een interview met Beatles-historicus Mark Lewisohn ging McCartney verder op het nummer in en legde hij uit dat het erg lijkt op een specifiek nummer van Presley, alhoewel hij hier niet bij vertelde welk nummer dit precies is. Volgens Lewisohn zou het hier gaan om "Tryin' to Get to You"; de melodie van dit nummer lijkt op die van "In Spite of All the Danger", en de tekst bevat de regel "[in] spite of all that I've been through."

## Opname
Tussen mei en juli 1958 (de exacte datum is niet bekend) kochten The Quarrymen tijd voor een opnamesessie in de woonkamer van Percy Phillips. Het was de eerste opnamesessie van de bandleden. Zij namen tijdens deze sessie, naast een cover van "That'll Be the Day" van Buddy Holly, het eigen nummer "In Spite of All the Danger" op. McCartney, Harrison en John Lennon speelden allemaal gitaar, John Lowe is te horen als pianist en Colin Hanton was de drummer. Qua apparatuur was er enkel een microfoon aanwezig, die aan het plafond hing. Hierdoor kon er geen goede volumemix van de opname worden gemaakt. In de woonkamer van Phillips waren gordijnen en tapijten geplaatst zodat de geluiden van de straat gedempt werden. Het nummer duurde drieënhalve minuut, wat voor problemen zorgde: Phillips moest naar de band zwaaien om aan te geven dat zij een eind aan het nummer moesten maken, omdat er nog maar weinig ruimte op de tape beschikbaar was.
Alhoewel dit de eerste opnamesessie van de band was, zijn het niet de eerste bestaande opnames van de band. Op 6 juli 1957 nam een toeschouwer het optreden dat de band die dag bij de St Peter's Church in Liverpool gaf op. Lennon en McCartney ontmoetten elkaar op deze dag voor het eerst.

## Uitgave
Er werd slechts een kopie van de single "That'll Be the Day"/"In Spite of All the Danger" gemaakt. Deze kopie werd gedeeld door de bandleden; na een week gaf het ene lid de single door aan de volgende. Lowe was het laatste groepslid dat de single in zijn bezit had. Hij had de single bijna 25 jaar voordat hij deze in 1981 bij een veiling wilde verkopen. McCartney hoorde van dit plan en hij kocht de single direct van Lowe. McCartney vroeg vervolgens aan zijn geluidstechnici om de kwaliteit van de opname zoveel mogelijk te herstellen. Hij maakte 50 kopieën van de single en gaf deze cadeau aan familie en vrienden. In 2004 noemde het tijdschrift Record Collector de oorspronkelijke persing van de single "de meest waardevolle plaat die er is" en schatte dat deze op een waarde van £100.000, terwijl de herpersingen van McCartney tweede waren op deze lijst met een waarde van elk £10.000.
"In Spite of All the Danger" werd pas in 1995 voor het eerst publiekelijk uitgebracht op het compilatiealbum Anthology 1. Het nummer werd wel ingekort van een lengte van 3:25 minuten naar 2:42 minuten. Vanaf 2004 speelt McCartney het nummer live tijdens zijn concerten.